# 뮤직케이 엔터테인먼트의 음반
이 문서는 뮤직케이 엔터테인먼트에서 발매한 음반 목록이다.

## 2010년대
- 2014년 3월 3일 홍진영 - [Digital Single] 음악여행 예스터데이 3회[1]
- 2014년 3월 28일 홍진영 - [Digital Single] 트로트 X-TD 콜라보[2]
- 2014년 5월 12일 홍진영 - 기분 좋은 날 OST Part.1[3]
- 2014년 5월 23일 유나킴 - [Digital Single] Love Me Love
- 2014년 7월 15일 유나킴, 전민주 - [Digital Single] 비별 (Good Bye Rain)
- 2014년 11월 6일 홍진영 - 인생노트 (Life Note)
- 2014년 11월 26일 홍진영 - 미스터 백 OST Part.3
- 2015년 2월 4일 홍진영 - [Digital Single] 조영수 All Star - 홍진영
- 2015년 4월 10일 디아크 - [Digital Single] Somebody 4 Life
- 2015년 7월 21일 김주나 - 상류사회 OST Part.3
- 2015년 11월 29일 홍진영 - 부탁해요 엄마 OST Part.3
- 2016년 3월 24일 홍진영 - 화양연화 (花樣年華)
- 2016년 6월 28일 홍진영 - [Digital Single] 월량대표아적심
- 2016년 9월 12일 김주나 - [Digital Single] Summer Dream
- 2017년 1월 17일 김주나 - 화랑 OST Part.6[4]
- 2017년 2월 9일 홍진영 - [Digital Single] 조작된 도시 Special Song
- 2017년 4월 6일 홍진영 - [Digital Single] 꽃,달,술[5]
- 2017년 4월 20일 홍진영 - [Digital Single] Ring Ring[6]
- 2017년 7월 2일 홍진영 - [Digital Single] 판타스틱 듀오 2 Part.7[7]
- 2017년 8월 31일 아이즈 - All You Want
- 2017년 10월 7일 홍진영 - 클랜즈:달의 그림자 OST
- 2017년 10월 27일 지후 - [Digital Single] He
- 2018년 2월 7일 홍진영 - [Digital Single] 잘가라
- 2018년 2월 17일 홍진영 - [Digital Single] 복을 발로 차버렸어[8]
- 2018년 5월 1일 아이즈 - Angel
- 2018년 12월 2일 홍진영 - [Digital Single] 서울사람
- 2019년 1월 4일 홍진영 - [Digital Single] 사랑은 다 이러니
- 2019년 1월 30일 김수찬 - [Digital Single] 사랑의 해결사
- 2019년 3월 8일 홍진영 - Lots of Love
- 2019년 5월 23일 아이즈 - [Digital Single] RE:IZ
- 2019년 8월 21일 아이즈 - [Digital Single] FROM:IZ
- 2019년 11월 29일 아이즈 - [Digital Single] 메멘토 (Memento)

## 2020년 ~ 2022년
- 2020년 1월 31일 아이즈 - [Digital Single] THE:IZ
- 2020년 7월 4일 김수찬 - 수찬노래방[9]
- 2021년 1월 14일 김수찬 - [Digital Single] 사랑만 해도 모자라
- 2021년 3월 4일 아이즈 - [Digital Single] StorIZ:New Born
- 2021년 4월 22일 아이즈 - [Digital Single] StorIZ:Blossom
- 2021년 12월 31일 아이즈 - [Digital Single] StorIZ:Break
- 2022년 3월 27일 아이즈 - [Digital Single] 나에게로 떠나는 여행